# Mendo
Mendo är ett vattendrag i Angola.   Det ligger i provinsen Uíge, i den norra delen av landet, 400 kilometer nordost om huvudstaden Luanda.
I omgivningarna runt Mendo växer i huvudsak städsegrön lövskog. Runt Mendo är det glesbefolkat, med 19 invånare per kvadratkilometer.